# IBM System R
System R est un système de gestion de base de données conçu par IBM comme projet de recherche dans les années 1970. C'est un projet phare du monde des bases de données. Il a en effet été la première implémentation de SQL (Structured Query Language), qui est depuis devenu le standard international de langage de requête de données. Il a aussi été le premier système à prouver qu'un système de gestion de bases de données relationnelles pouvait avoir de remarquables performances de gestion de transaction.
Les choix de conception ainsi que le choix de certains algorithmes fondamentaux (tel la programmation dynamique utilisée pour l'optimisation de requête), ont largement influencé les systèmes relationnels plus récents.
Le premier client de System R était Pratt & Whitney en 1977.